# 杉下元明
杉下 元明（すぎした もとあき、1962年4月7日 - ）は、日本の日本文学者。専門は近世漢文学。

## 略歴
兵庫県宍粟郡(現宍粟市)生まれ。灘中学校・高等学校を経て、1986年東京大学文学部国文学専修課程卒業、1989年同大学院修士課程修了。東海大学非常勤講師（文学部日本文学科で漢文を担当）などを経て海陽中等教育学校教諭。
2005年「江戸漢詩 影響と変容の系譜」で博士（文学）。
高校時代の同級生に西村康稔（衆議院議員）、小林俊行（数学者）、牧野淳一郎（天文学者）、野田俊介（エキサイト社長）がいる。

## 著書
- 『江戸漢詩 / 影響と変容の系譜』（ぺりかん社） 2004
- 『男はつらいよ 推敲の謎』（新典社新書） 2009
- 『比較文学としての江戸漢詩』（汲古書院） 2023

## 編著
- 『近世儒家文集集成 鳩巣先生文集』（ぺりかん社） 1991
- 『祇園南海 龍門石詩巻』（太平書屋） 1995

## 共編・共著
- 『玩鴎先生詠物百首注解』（鈴木健一, 日原傳, 杉田昌彦, 青木隆他、太平書屋） 1991
- 『影印近世漢文選』（鈴木健一, 堀川貴司、和泉書院） 1997
- 『新日本古典文学大系 明治編　漢詩文集』（入谷仙介, 揖斐高, 大谷雅夫, 宮崎修多, 日野龍夫, 山本芳明、岩波書店） 2004
- 『新日本古典文学大系 明治編　海外見聞集』（松田清, ロバート・キャンベル, 鈴木健一, 日原傳, 堀口育男, 堀川貴司, 山崎一穎, 斎藤希史他、岩波書店） 2009
- 遠山雲如『墨水四時雑詠注解』（小林ふみ子, 佐藤温, 日原傅, 堀口育男、太平書屋） 2021